# Afrikaanse nimmerzat
De Afrikaanse nimmerzat (Mycteria ibis) is een grote waadvogel uit de familie van de ooievaars.

## Beschrijving

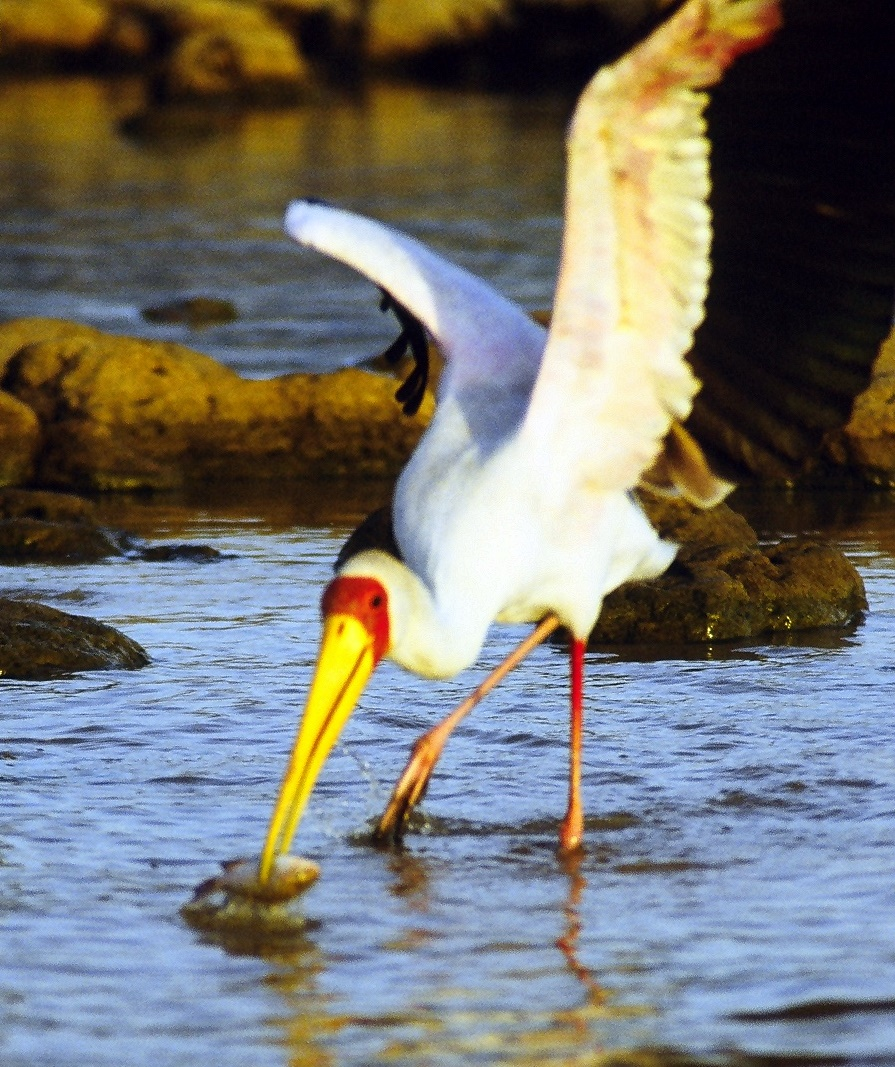
De Afrikaanse nimmerzat tijdens het vissen. Hier is ook goed de onderkant van de vleugels te zien.

De Afrikaanse nimmerzat heeft dezelfde bouw als zijn familieleden, de Maleise nimmerzat en de Indische nimmerzat. Hij heeft een lengte tussen de 95 en 104 centimeter en heeft een spanwijdte tussen de 1,50 en 1,65 meter. Zijn felgele snavel kan een lengte behalen van 25 centimeter.
Over het algemeen is de Afrikaanse nimmerzat vrij wit. Zijn kruin en nek zijn iets grijzig. Sommige veren hebben aan de toppen een roze/rode kleur. In vlucht zie je de brede, zwarte strepen op de boven- en ondervleugel; hetzelfde als bij zijn familieleden. Ook zijn kleine staart heeft een zwarte kleur. Aan de basis van zijn gele snavel begint zijn bloedrood gezichtsmasker. Dit gedeelte van de kop is kaal. Het masker is op afstand makkelijk te zien en is dus ook een typerend kenmerk; de andere soorten hebben een meer oranje/roze masker. De poten verschillen in kleur van lichtroze tot bloedrood. Mannetjes en vrouwtjes zijn vrijwel gelijk met elkaar in uiterlijk.

## Gedrag
De Afrikaanse nimmerzat is een inactieve vogel. Hij rust veel uit op een dag of staat in het water te wachten op prooi.
Zijn manier van voedsel vangen is zeer speciaal. Hij plaatst zich in het ondiepe water aan de rand van een meer. Daar gaat hij met een open snavel staan wachten tot er een mogelijke prooi langs zwemt. Hij staat bekend om zijn uiterst snelle reactievermogen wanneer het gaat om voedsel vangen. Hij weet bijna iedere prooi uit het water te vissen. Als de zon te hard schijnt, spreidt hij zijn vleugel en zorgt dat er schaduw op de plek valt waar hij aan het vissen is. Soms lopen Afrikaanse nimmerzatten ook door het water; met hun snavel open en op en neer wiegend. Zijn voedsel bestaat uit kikkers, kleine vissen, waterinsecten, kreeftachtigen, kleine zoogdieren en wormen.
In vlucht is de Afrikaanse nimmerzat ook makkelijk te herkennen. Net zoals zijn familieleden vliegt hij met uitgestrekte nek en poten. Zijn vleugelslagen zijn sterk en snel; niet zoals andere grote vogels. Als hij grote afstanden moet afleggen, zweeft hij op de thermiek van warme luchtstromen.
De Afrikaanse nimmerzat trekt vaak samen op met andere grote waadvogels. Hierbij horen de reigers, pelikanen en andere ooievaarssoorten.
Hij slaapt meestal in een hoge boom naast of in de buurt van een plas of meer.
Geluid maken de Afrikaanse nimmerzatten haast nooit. Alleen tijdens het broedseizoen kunnen ze luidruchtig worden. Ook klapperen ze, net zoals andere ooievaars, met hun snavel.

## Voortplanting

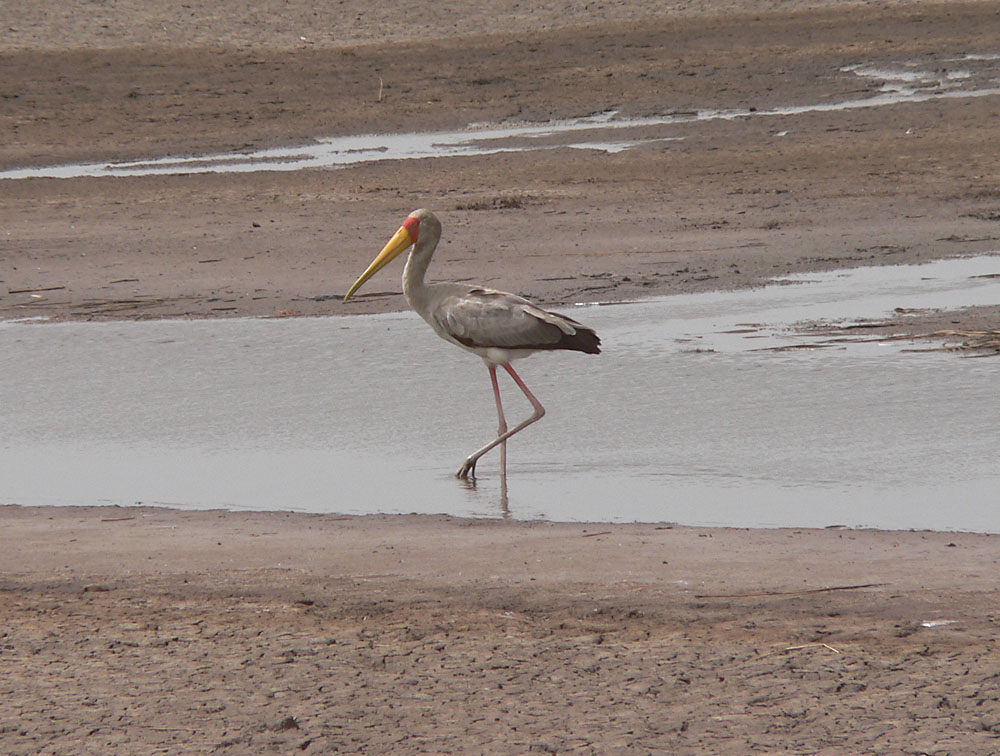
Een juveniele Afrikaanse nimmerzat

De Afrikaanse nimmerzat plant zich 1 keer per jaar voort. Het mannetje is degene die de nestplaats uitzoekt. Dit is meestal in een boom met nog meer andere nesten van Afrikaanse nimmerzatten, maar ook nesten van reigers en aalscholvers. Een nest bestaat meestal uit 2 tot 3 eieren; soms 4. Deze eieren hebben een incubatietijd van ongeveer 30 dagen, waarna ze in intervallen uitkomen. Soms kan zo'n interval 2 dagen duren.
Jonge vogels kunnen nog niet staan en zijn sterk afhankelijk van de ouders. Na 10 dagen verdwijnt het eerste dons en maakt plaats voor het tweede donskleed. Dit kleed heeft een witte kleur. Na ongeveer 55 dagen kunnen de jongen uitvliegen.

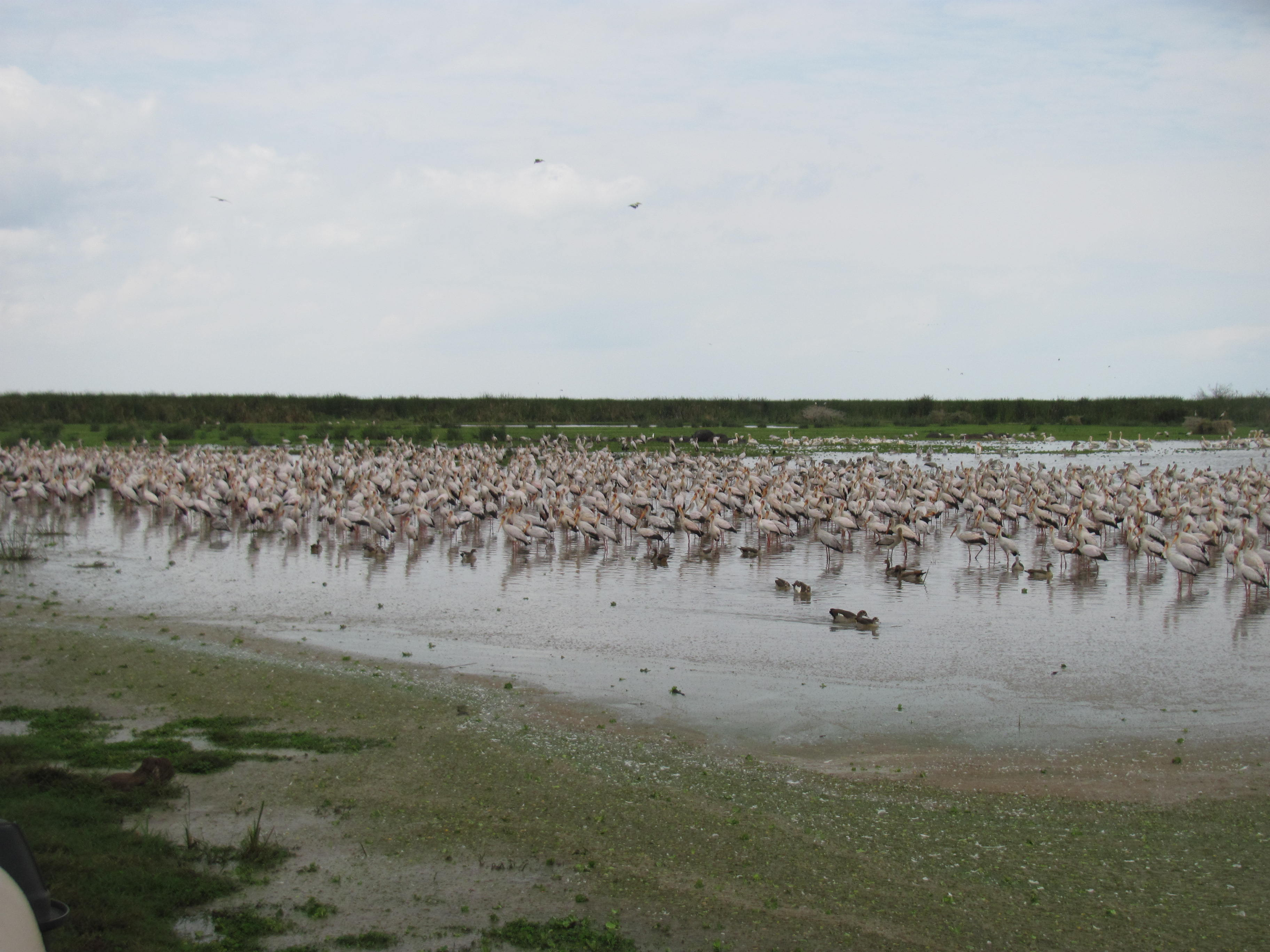
Kolonie Afrikaanse Nimmerzatten bij Manyarameer

## Verspreiding en leefgebied
De Afrikaanse nimmerzat komt wijd verspreid voor in een groot aantal landen van Afrika ten zuiden van de Sahara. Het leefgebied bestaat uit een groot aantal typen drasland, zoals grote moerassen, rivieroevers, lagunes, poelen, stuwmeren, waterbekkens, ondergelopen grasland en soms in zoutmoerassen en riviermondingen langs de zeekust. De belangrijkste voorwaarden zijn ondiep (10 tot 40 cm) water en voor predatoren onbereikbare zandbanken of bomen in de buurt als rustplaatsen. De vogel vermijdt te sterk bebost gebied, maar ook grootschalig overstroomde gebieden.

## Status
Deze ooievaarachtige vogel heeft een groot verspreidingsgebied en daardoor is de kans op de status  kwetsbaar (voor uitsterven) gering. De grootte van de populatie is niet gekwantificeerd. De soort gaat in aantal achteruit. Echter, het tempo ligt onder de 30% in tien jaar (minder dan 3,5% per jaar). Om deze redenen staat de Afrikaanse nimmerzat als niet bedreigd op de Rode Lijst van de IUCN.